# Action Bronson
Action Bronson, właśc. Arian Asllani (ur. 2 grudnia 1983 w Nowym Jorku) – amerykański raper.

## Życiorys
Action Bronson urodził się jako Arian Asllani 2 grudnia 1983 w Flushing, w okręgu Queens, w stanie Nowy Jork, jako syn imigranta pochodzenia albańskiego oraz matki żydówki. Zanim zaczął traktować poważnie karierę rapera, był poważanym kucharzem w Nowym Jorku. Prowadził własną stronę o kucharstwie Action in the Kitchen. Po tym, jak złamał nogę w kuchni, zajął się muzyką.
W sierpniu 2012 podpisał kontrakt muzyczny z wytwórnią Warner Bros. Records, jednak później przeniósł się do Vice Media, Inc.
Bronson wydał wiele mixtape’ów, m.in. Rare Chandeliers (2012) ze znanym producentem The Alchemist i Blue Chips 2 (2013) ze swoim wieloletnim producentem Partym Suppliesem, zanim wydał swoją debiutancką EP-kę pt. Saaab Stories (2013) w komercyjnej wytwórni. Komercyjny debiut zaliczył 23 marca 2015 z płytą Mr. Wonderful.
W 2013 raper był nominowany do nagrody BET Hip Hop Awards w kategorii Debiutant roku.

## Dyskografia
- Dr. Lecter (2011)
- Well-Done (feat. Statik Selektah, 2011)
- Mr. Wonderful (2015)
- Human Highlight Reel (2016)
- Blue Chips 7000 (2017)
- White Bronco (2018)
- Lamb over rice (2019)
- Only for Dolphins (2020)
- Cocodrillo Turbo (2022)
- Johann Sebastian Bachlava The Doctor (2024)